# Elezioni parlamentari in Slovacchia del 2012
Le elezioni parlamentari in Slovacchia del 2012 si tennero il 10 marzo per il rinnovo del Consiglio nazionale. In seguito all'esito elettorale, Robert Fico, espressione di Direzione - Socialdemocrazia, divenne Presidente del Governo.
Le consultazioni ebbero luogo in anticipo rispetto alla scadenza naturale della precedente legislatura, giacché il governo guidato da Iveta Radičová non era riuscito ad approvare in prima lettura il fondo europeo salva-stati.

## Risultati
| Liste                                                                   | Voti      | %     | Seggi |
| ----------------------------------------------------------------------- | --------- | ----- | ----- |
| Direzione - Socialdemocrazia (SMER-SD)                                  | 1 134 280 | 44,42 | 83    |
| Movimento Cristiano-Democratico (KDH)                                   | 225 361   | 8,82  | 16    |
| Gente Comune e Personalità Indipendenti (OĽaNO)                         | 218 537   | 8,56  | 16    |
| Most-Híd                                                                | 176 088   | 6,90  | 13    |
| Unione Democratica e Cristiana Slovacca - Partito Democratico (SDKÚ-DS) | 155 744   | 6,10  | 11    |
| Libertà e Solidarietà (SaS)                                             | 150 266   | 5,88  | 11    |
| Partito Nazionale Slovacco (SNS)                                        | 116 420   | 4,56  | –     |
| Partito della Coalizione Ungherese                                      | 109 484   | 4,29  | –     |
| 99% - Voce Civica                                                       | 40 488    | 1,59  | –     |
| Partito Popolare Slovacchia Nostra                                      | 40 460    | 1,58  | –     |
| Cambiamento dal Basso, Unione Democratica di Slovacchia                 | 33 155    | 1,30  | –     |
| Partito della Libertà di Parola                                         | 31 159    | 1,22  | –     |
| Partito Popolare - Movimento per una Slovacchia Democratica             | 23 722    | 0,93  | –     |
| Partito Comunista di Slovacchia                                         | 18 583    | 0,73  | –     |
| Nazione e Giustizia                                                     | 16 234    | 0,64  | –     |
| Partito dei Verdi                                                       | 10 832    | 0,42  | –     |
| Diritto e Giustizia                                                     | 10 604    | 0,42  | –     |
| Forum Libero                                                            | 8 908     | 0,35  | –     |
| Verdi                                                                   | 7 860     | 0,31  | –     |
| Altri <5.000 voti                                                       | 25 492    | 1,00  | –     |
| Totale                                                                  | 2 553 726 | 100   | 150   |

## Esito
I risultati delle elezioni hanno visto il partito socialdemocratico Smer dell'ex premier Robert Fico ottenere la maggioranza assoluta dei seggi, formando così un governo monocolore, il primo dal 1989, anche se il leader era intenzionato ad allearsi con altri partiti per una coalizione più ampia.
Il partito di governo dell'Unione Democratica e Cristiana Slovacca - Partito Democratico (SDKÚ-DS), guidata da Iveta Radičová e dall'ex premier Mikuláš Dzurinda, colpito dallo scandalo di corruzione "Gorilla", è crollato dal 15,4% al 6,9%, perdendo il ruolo di principale partito del centrodestra, a favore del Movimento Cristiano-Democratico (KDH) dell'ex commissario europeo Ján Figeľ. Il terzo posto in Parlamento è andato al nuovo partito conservatore OĽaNO (Obyčajní Ľudia, "gente comune"), guidato da Igor Matovič.
Al di sotto della soglia del 5%, e quindi fuori dal Parlamento, sono rimasti i nazionalisti del Partito Nazionale Slovacco (SNS), assieme al nuovo movimento populista 99% - Voce civica.  Il Partito Popolare dell'ex primo ministro Vladimír Mečiar ha ottenuto solo 23.000 voti per un totale dello 0,93%; Mečiar ha annunciato l'abbandono della vita politica.
Tra le ragioni dell'ulteriore svolta a sinistra dell'elettorato slovacco, dopo le elezioni del 2010, vi sono l'associazione tra Fico e il periodo di rilancio economico della Slovacchia durante il suo precedenti governi, assieme allo scandalo "Gorilla" che, pur colpendo quasi tutti i principali partiti del paese, ha gravemente minato la credibilità del governo uscente. Il programma elettorale di Fico prevede di eliminare l'aliquota unica al 19%, imporre tasse sul grande capitale e procedere alla ridistribuzione del reddito.
Lo scandalo "Gorilla", reso pubblico nel dicembre 2011, riguarda la pubblicazione di documenti e intercettazioni dei servizi segreti slovacchi relativi all'ambiente di corruzione, mediazioni, appalti truccati e tangenti tra il secondo governo di Mikuláš Dzurinda (Sdku-Ds) e la compagnia d'investimenti Penta, una delle grandi protagoniste del mercato slovacco dei servizi.